# Лиллекюла
Ли́ллекюла (эст. Lilleküla — «Цветочная деревня») — микрорайон в районе Кристийне города Таллина. Самый густонаселённый и самый большой по площади микрорайон Кристийне; среди всех микрорайонов Таллина является третьим по населению и четвёртым по площади.

## География

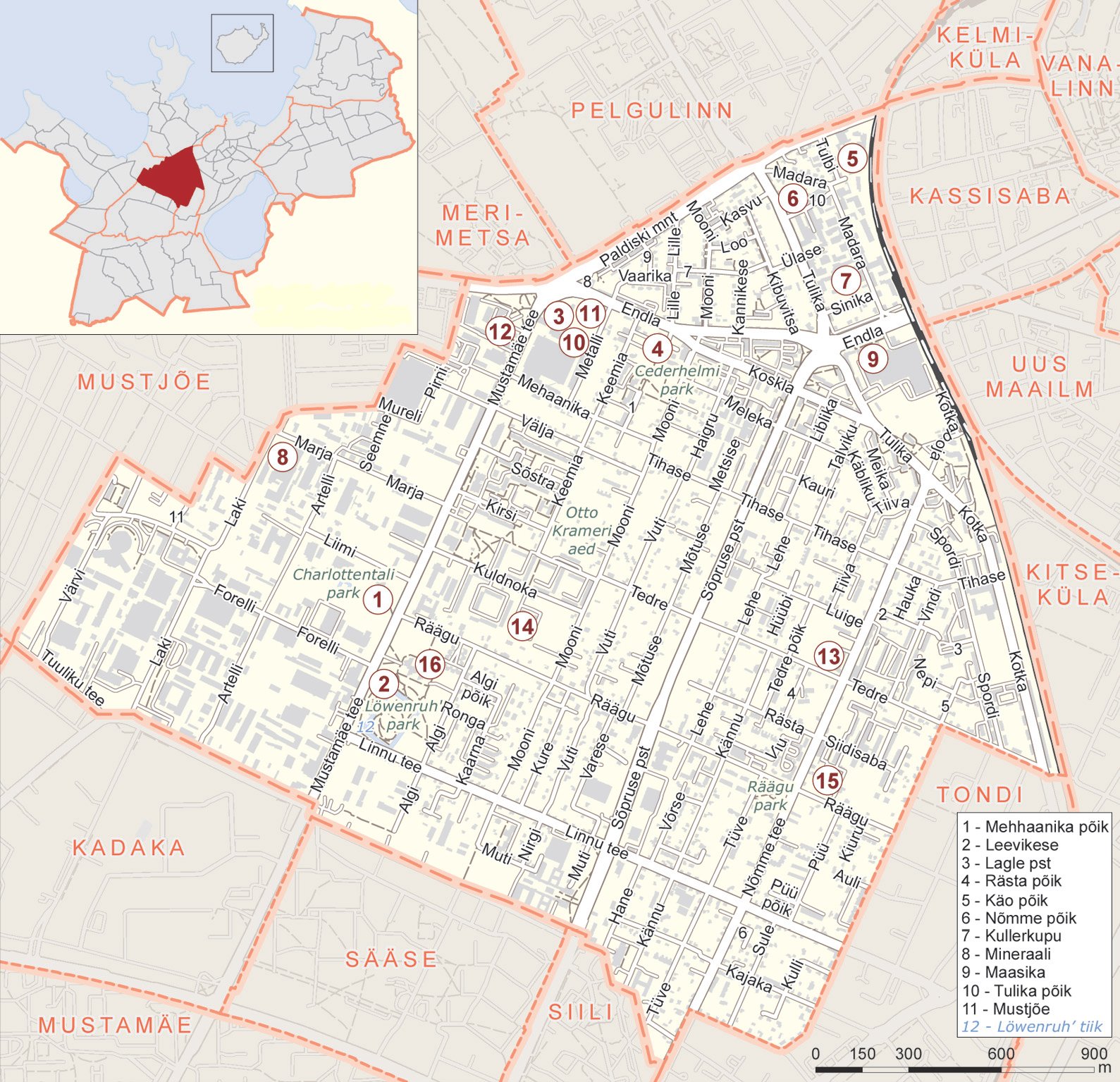
Карта микрорайона Лиллекюла

Расположен в центральной части Таллина. Граничит с микрорайонами Пелгулинн, Кассисаба, Уус-Мааильм, Китсекюла, Тонди, Сийли, Сяэзе, Кадака, Мустйыэ и Мериметса. Площадь — 5,46 км². Плотность населения на 1 января 2023 года — 4720,1 чел/км². 

## Улицы
Основные улицы микрорайона: Кадака, Котка, Линну, Мустамяэ, Моони, Нымме, Палдиское шоссе, бульвар Сыпрузе, Тедре, Тихазе, Эндла.
Бо́льшая часть микрорайона расположена на месте бывшего луга, в ходе застройки которого многим улицам были присвоены «цветочные» и «растительные» названия (Kibuvitsa — Шиповниковая, Mooni — Маковая, Tulbi — Тюльпановая, Kirsi — Вишнёвая, Pirni — Грушевая, Vaarika — Малиновая, Marja — Ягодная, Mureli — Черешневая), и всю местность стали называть «Цветочной деревней».

## Население
В 2014 году доля мужчин в общем числе жителей района составляла 43 %, женщин— 57 %. 66 % жителей микрорайона составляли эстонцы.
| Численность населения микрорайона Лиллекюла на 1 января по данным Регистра народонаселения | Численность населения микрорайона Лиллекюла на 1 января по данным Регистра народонаселения | Численность населения микрорайона Лиллекюла на 1 января по данным Регистра народонаселения | Численность населения микрорайона Лиллекюла на 1 января по данным Регистра народонаселения | Численность населения микрорайона Лиллекюла на 1 января по данным Регистра народонаселения | Численность населения микрорайона Лиллекюла на 1 января по данным Регистра народонаселения | Численность населения микрорайона Лиллекюла на 1 января по данным Регистра народонаселения | Численность населения микрорайона Лиллекюла на 1 января по данным Регистра народонаселения |
| 2008                                                                                       | 2010                                                                                       | 2011                                                                                       | 2012                                                                                       | 2013                                                                                       | 2014                                                                                       | 2015                                                                                       | 2016                                                                                       |
| ------------------------------------------------------------------------------------------ | ------------------------------------------------------------------------------------------ | ------------------------------------------------------------------------------------------ | ------------------------------------------------------------------------------------------ | ------------------------------------------------------------------------------------------ | ------------------------------------------------------------------------------------------ | ------------------------------------------------------------------------------------------ | ------------------------------------------------------------------------------------------ |
| 23 053                                                                                     | ↗23 356                                                                                    | ↗23 512                                                                                    | ↗23 723                                                                                    | ↗23 875                                                                                    | ↗24 522                                                                                    | ↗24 939                                                                                    | ↗25 518                                                                                    |
| 2017                                                                                       | 2018                                                                                       | 2019                                                                                       | 2020                                                                                       | 2021                                                                                       | 2022                                                                                       | 2023                                                                                       |                                                                                            |
| ↗26 051                                                                                    | ↗26 246                                                                                    | ↘25 748                                                                                    | ↗25 940                                                                                    | ↘25 869                                                                                    | ↘25 525                                                                                    | ↗25 772                                                                                    |                                                                                            |

## История

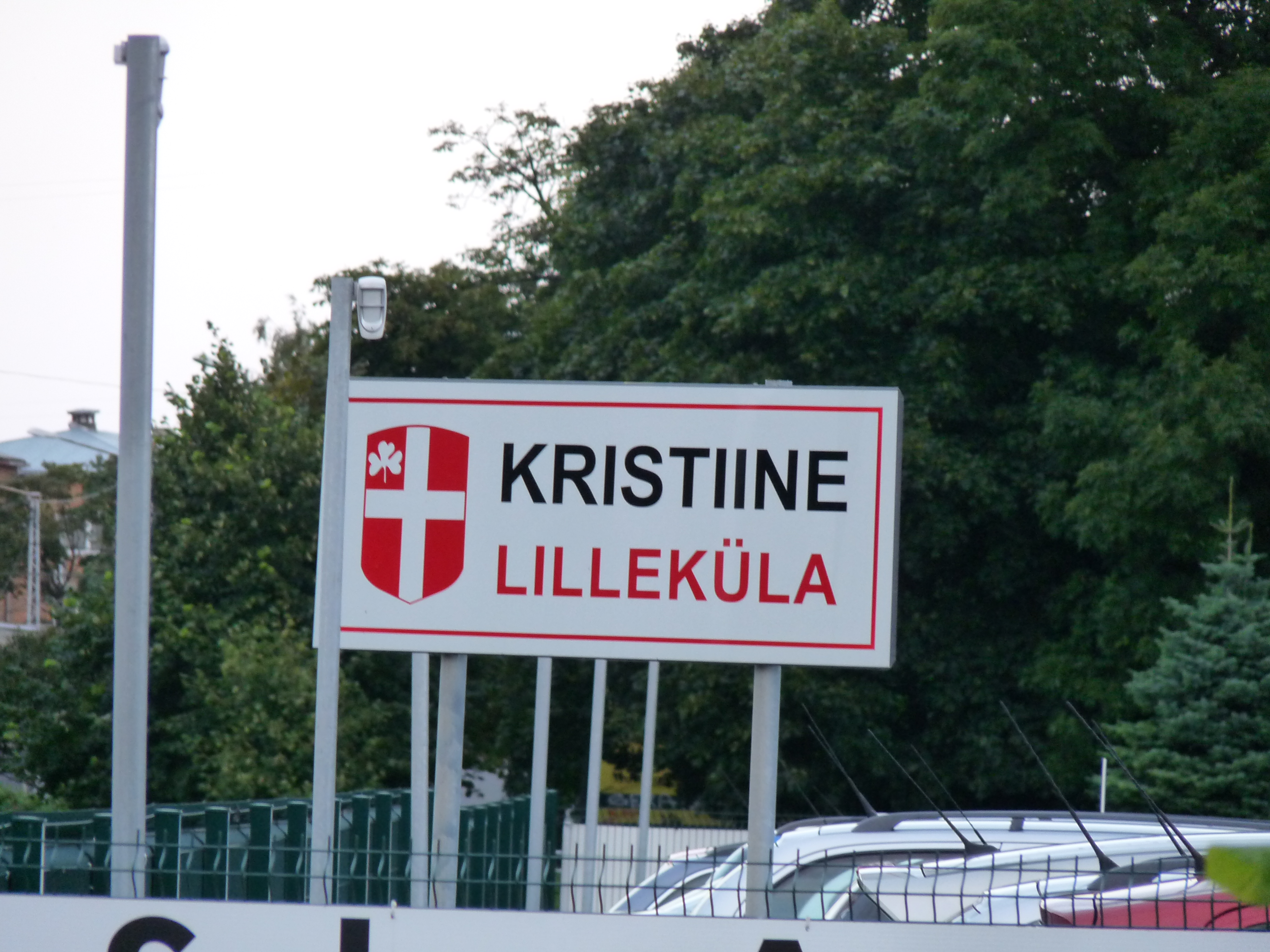
Информационный знак о въезде в Лиллекюла

В конце XVII века на территории современного Лиллекюла начали возводиться летние мызы богатых горожан. В ходе Северной войны бо́льшая часть мыз была сожжена. После войны здесь начали строить свои летние усадьбы знатные чиновники. В начале XIX века на территории многих усадеб начали появляться фабрики и мануфактуры. Позднее квартиры в большинстве усадеб начали сдаваться в аренду.

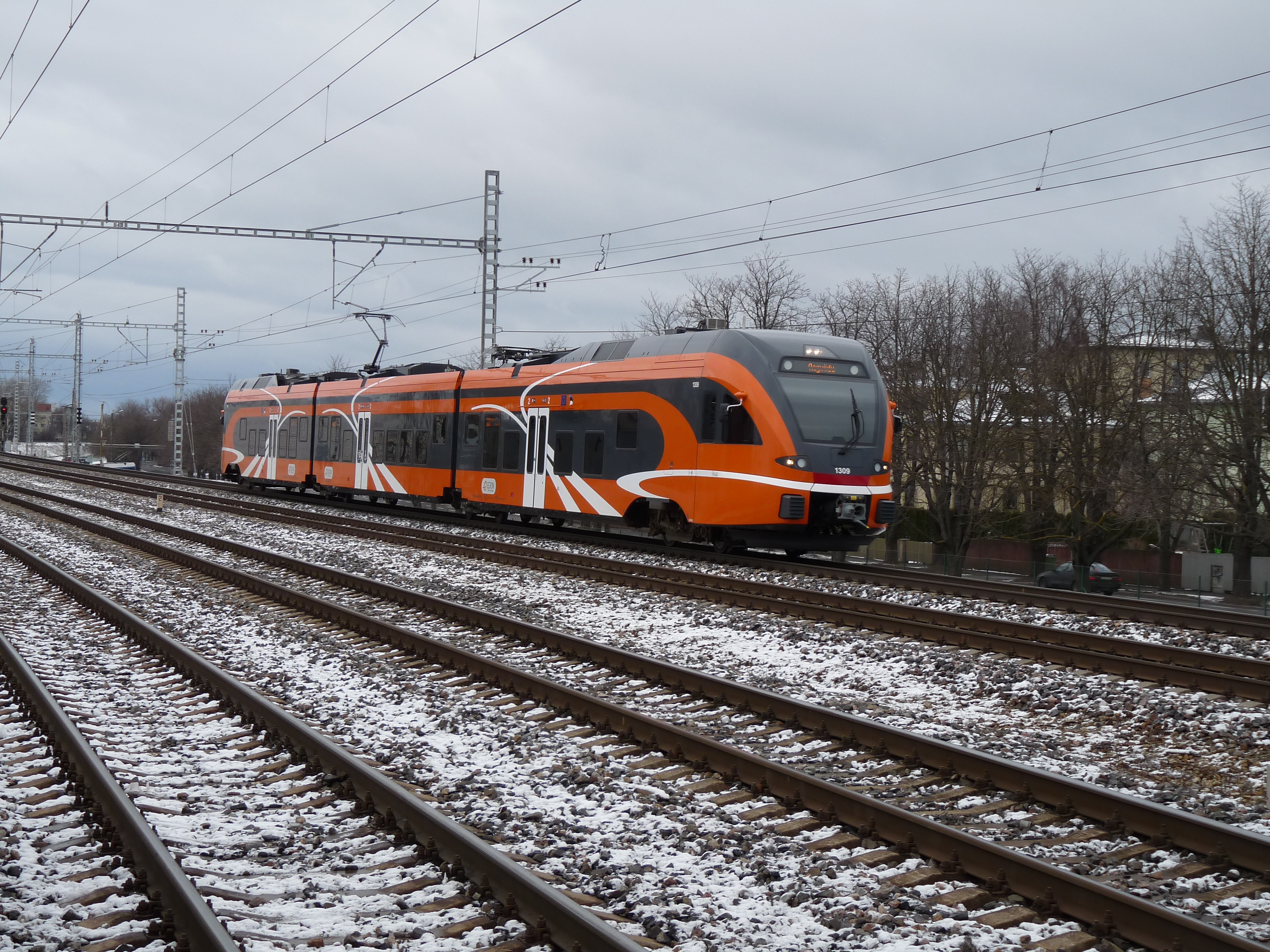
Железная дорога Таллин — Кейла в Лиллекюла

В 1870 году началось строительство железной дороги; в 1880 году был построен химический завод Рихарда Майера. В то время значительная часть территории района ещё не была застроена и между Палдиским шоссе и улицей Эндла располагался луг, носивший имя Майера. В ходе последующей застройки новые улицы получили цветочные имена, а само место c 1920-х годов начали называть «Лиллекюла» («Цветочная деревня»). Первой улицей Лиллекюла стала улица Канникезе («Фиалковая»). С конца XIX века на территории Лиллекюла было построено множество промышленных предприятий, которые к настоящему времени ликвидированы. В 1904 году началась застройка северной части микрорайона деревянными домами. В 1920—1930-х годах расширение района замедлилось в связи со строительством канализационного коллектора. На месте бывшего завода Майера были построены новые промышленные предприятия.
Во время Второй мировой войны район был частично разрушен. После войны на территории между улицей Эндла и бульваром Сыпрузе располагался лагерь для немецких военнопленных № 286, затем в микрорайоне началось активное строительство жилых домов.
С 1944 по 1993 год в микрорайоне работало одно из крупнейших машиностроительных предприятий Эстонской ССР — Производстенное объединение «Таллэкс» (Таллинский экскаваторный завод).

## Застройка, предприятия и учреждения

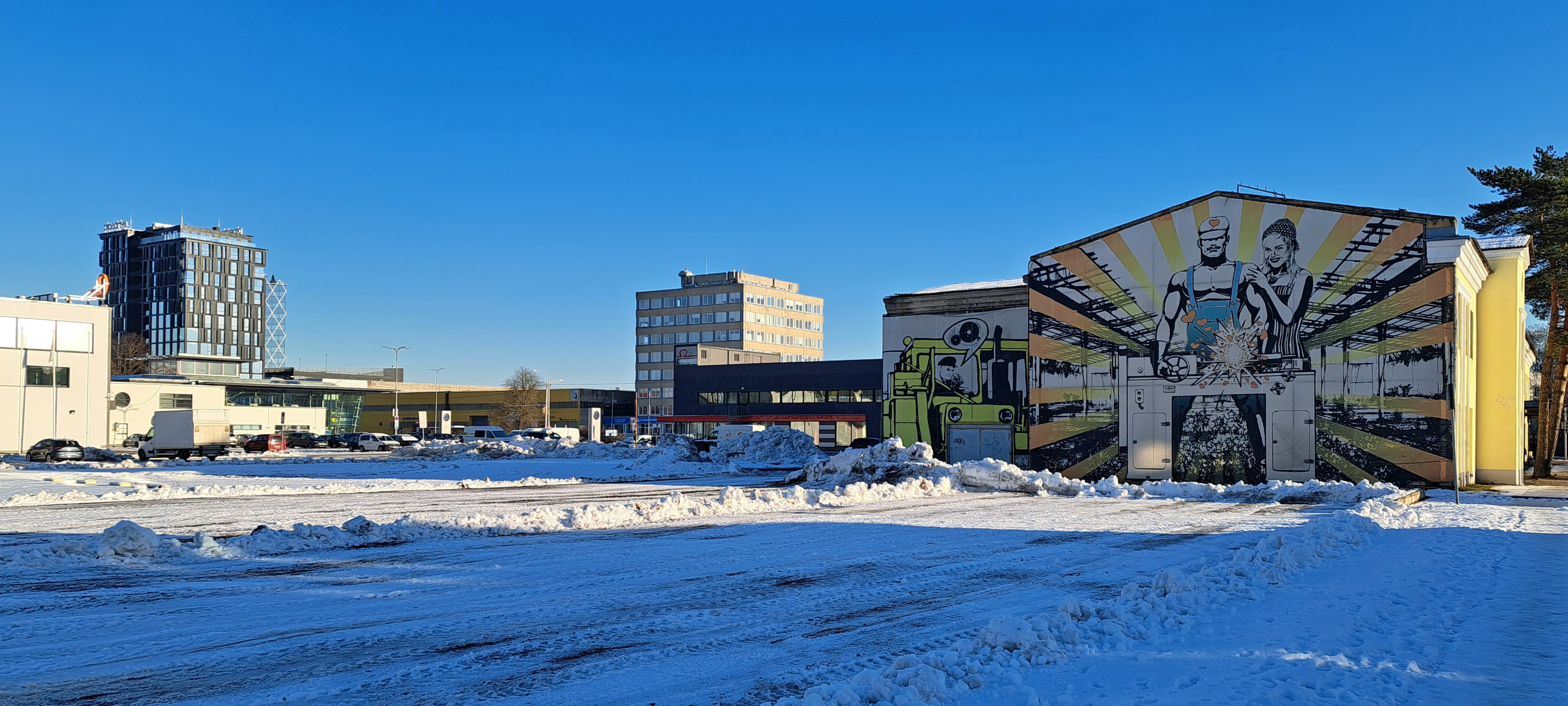
Бывшая территория завода «Таллэкс», январь 2023 года

В 1950—1960-х годах на большей части территории микрорайона началось строительство жилых домов. В 1961 году в Лиллекюла был построен таллинский таксопарк. Наиболее крупными предприятиями, которые находились здесь в то время, были экскаваторный завод, мебельный комбинат «Стандард», производственное объединение бытовой химии «Флора», Опытный завод оснастки «Пионер» и Клеевой завод. В настоящее время из них действует предприятие «Стандард» (“Standard”, регистрационный адрес: улица Маарья 9/2), а также преемник ПО «Флора» — акционерное общество “Mayeri Industries AS” в уезде Тартумаа. В зданиях бывшего завода «Таллэкс» располагается несколько торговых фирм и частное учебное заведение Euroakadeemia, в здании склада бывшего производственного объединения «Стандард» на улице Мадара располагается Государственный архив Эстонии с читальным залом, открытым для посещения, на территории бывшего таксопарка построен один из крупнейших торговых центров Таллина — «Кристийне Кескус» (эст. Kristiine Keskus).
В Лиллекюла находится основанная в 1932 году пожарная часть (Lilleküla päästekomando), зона выездов которой охватывает территории от Мурасте до Тоомпеа и от Тонди до Каламая.
Микрорайон обслуживает почтовое отделение (Lilleküla postkontor), расположенное по адресу ул. Мустамяэ 16. Помимо него, в торговом центре «Rimi» на бульваре Сыпрузе находится посылочный автомат.

### Учреждения образования и культуры

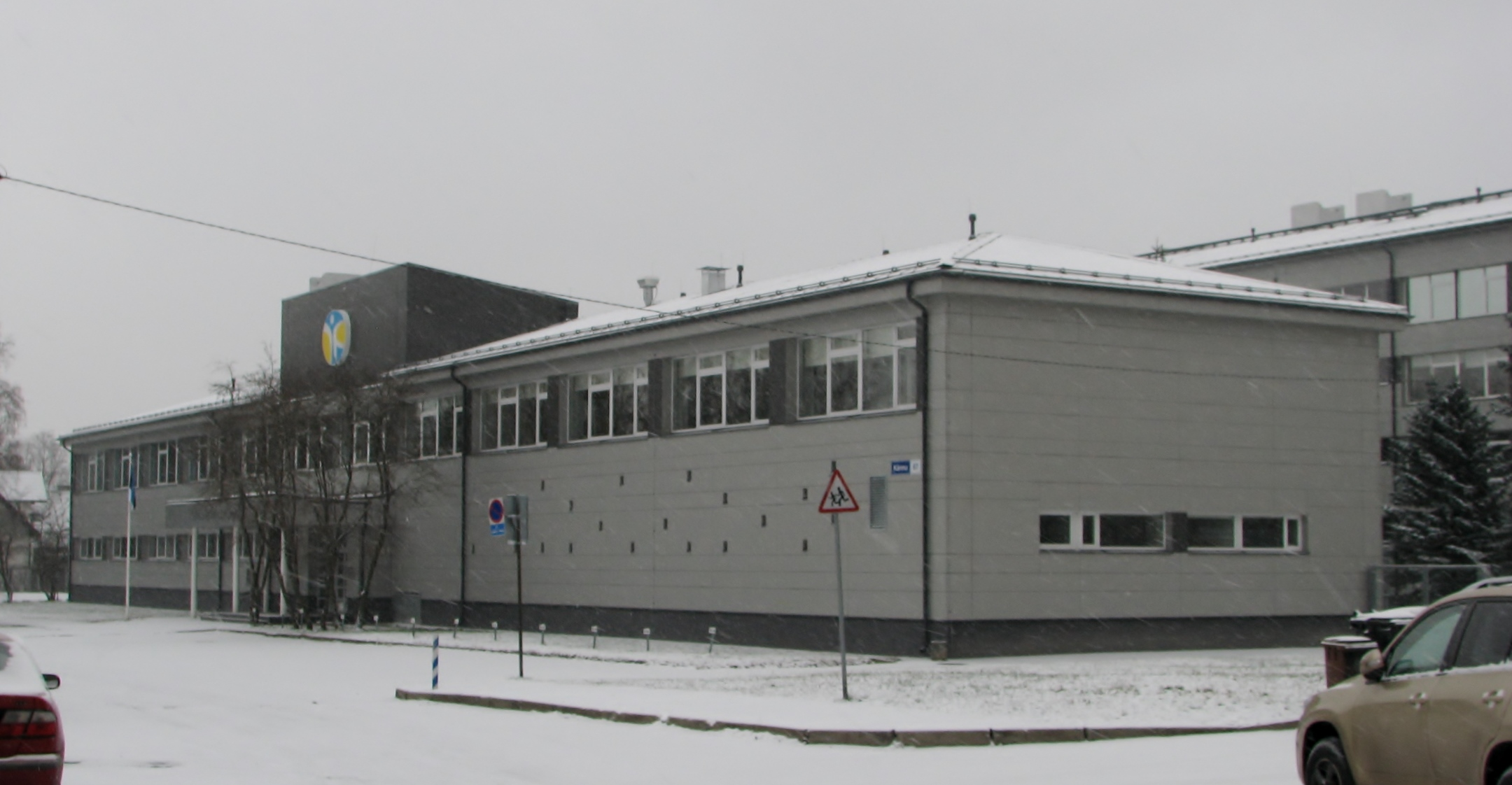
Таллинская высшая школа здравоохранения

В Лиллекюла работают три детских сада («Винди», «Линнупеса» и «Тихазе») и две общеобразовательные школы: Таллинская гимназия Лиллекюла (эст. Tallinna Lilleküla Gümnaasium) и Таллинская гимназия Кристийне (эст. Tallinna Kristiine Gümnaasium).
В микрорайоне работает Таллинская высшая школа здравоохранения (эст. Tallinna Tervishoiu Kõrgkool), выпускающая медицинских сестёр, фармацевтов, оптометристов и зубных техников. Вуз был создан в 2000 году на базе Таллинского медицинского училища, открытого в 1977 году.
На улице Ряэгу расположен Педагогический семинар Таллинского университета.
По адресу ул. Мустамяэ 59 до 2025 года располагался детский центр по интересам «Кулло» (в советское время — Таллинский дворец пионеров). Здание было построено в 1977 году. В феврале 2024 года был представлен проект строительства на его месте нового здания, отвечающего современным требованиям и нуждам района Кристийне. Весной 2025 года начались работы по сносу старого здания. По замыслам проектировщиков, здесь будет создан общественный центр района, где разместятся школа досуга, молодёжный центр и первая в районе библиотека. Строительство планируется завершить в 2026 году, его примерная стоимость составит 22,6 млн евро.

## Парки
- Парк Шарлоттенталь (эст. Charlottentali park)

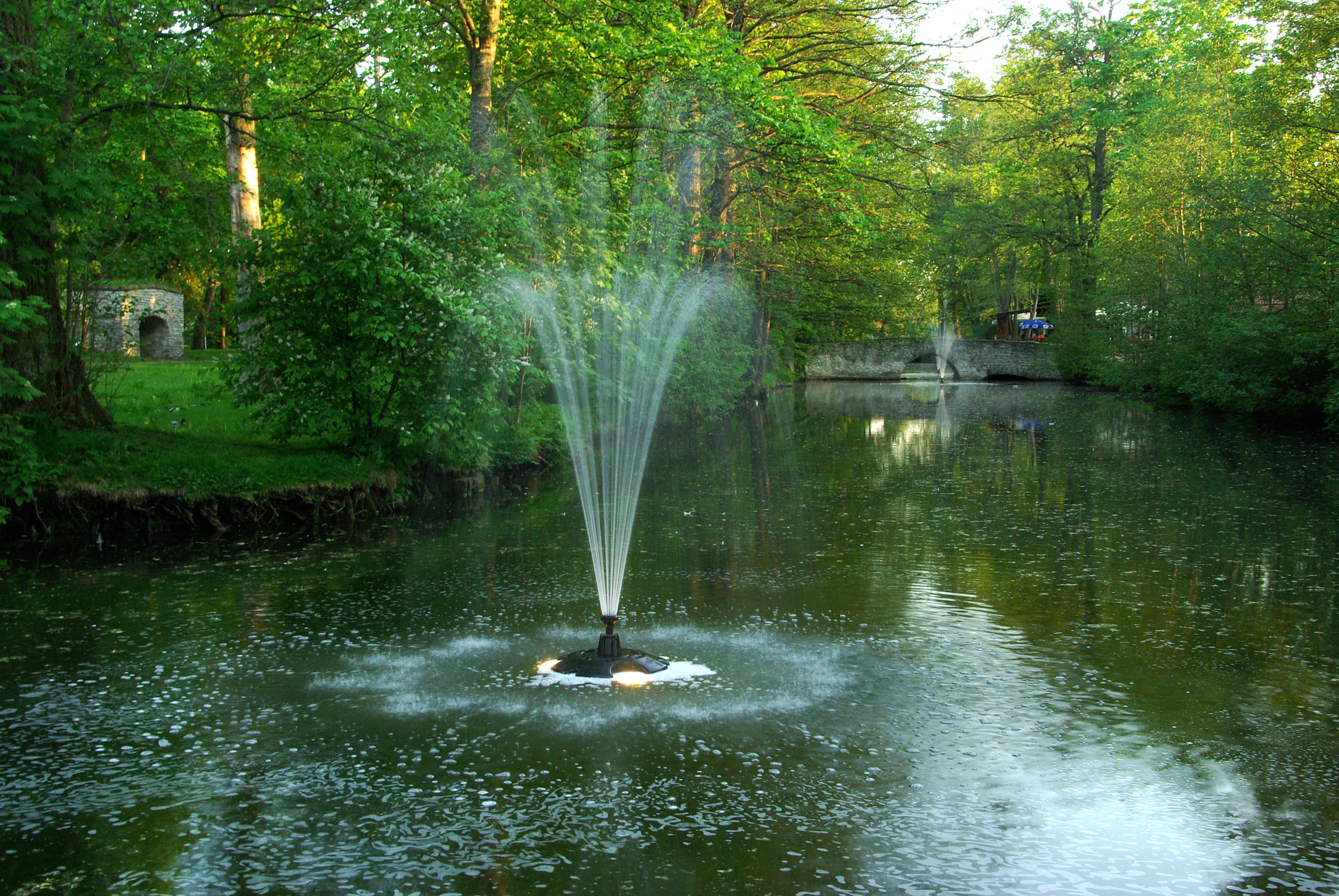
Парк Лёвенру

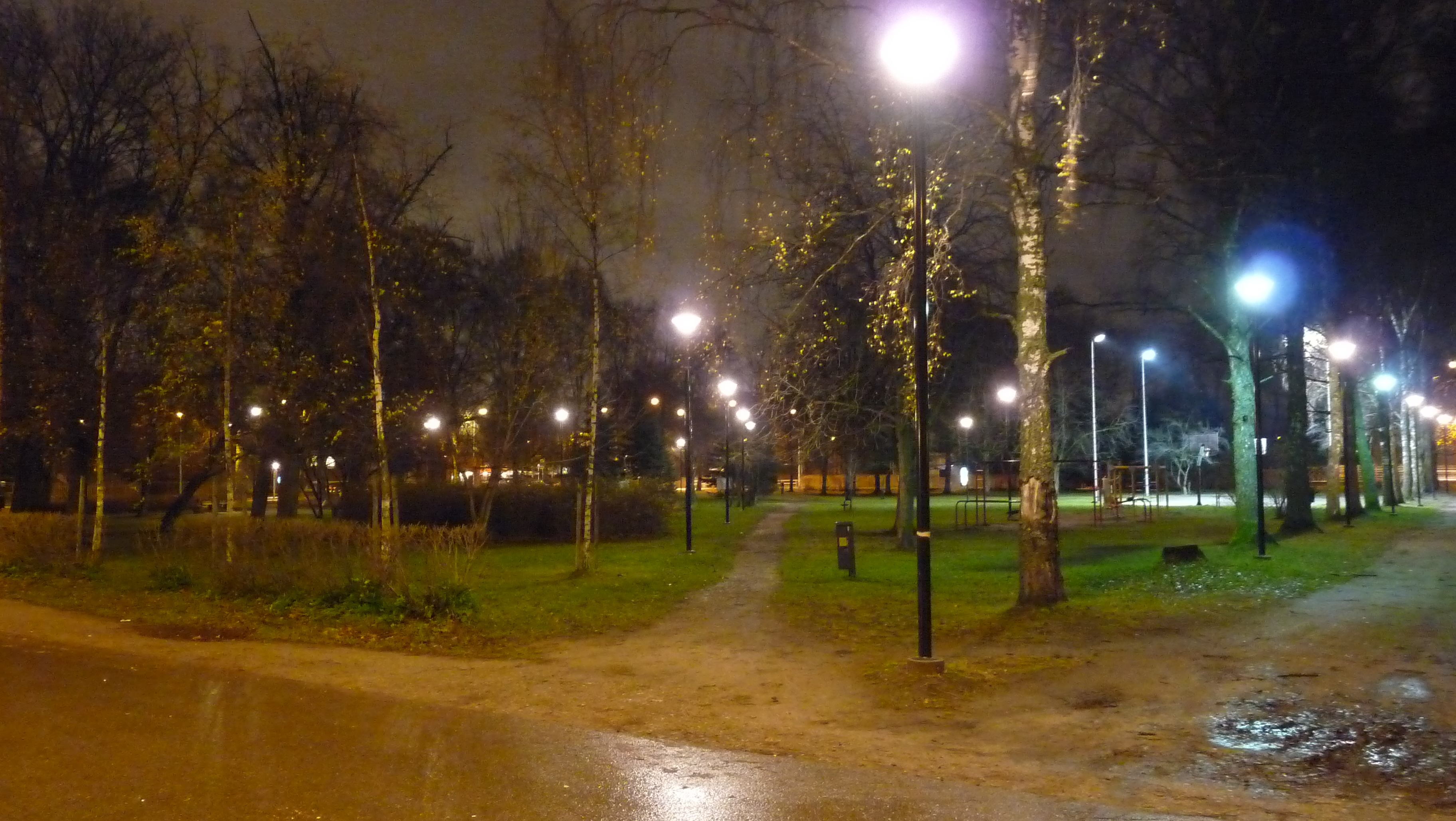
Парк Ряэгу

Расположен в западной части Лиллекюла рядом с пересечением улиц Мустамяэ и Лийми. Парк был создан вокруг летней мызы Шарлоттенталь, построенной в начале XIX века и названной в честь её первого владельца. Имя Шарлоттенталя также носила расположенная здесь спичечная мануфактура, открытая в 1838 году.
- Парк Цедерхельма (эст. Cederhilmi park)

Находится на севере Лиллекюла на улице Моони. Изначально парк относился к построенной в XVIII веке летней мызе Цедерхилмс Хёфъен. Со времён усадьбы сохранилась дубовая аллея и сад плодовых деревьев. В настоящее время в парке построены площадка для игры в баскетбол и детские площадки.
- Сад Отто Крамера (эст. Otto Krameri aed)

Расположен в центре Лиллекюла на улице Кеэмия. Парк назван в честь ботаника Отто Крамера (1883—1972), который в 1930 году купил участок в Кристийне и основал на нём своё садоводческое хозяйство, на месте которого в настоящее время и находится парк.
- Парк Лёвенру

Находится на юге Лиллекюла на пересечении улиц Мустамяэ и Линну. В XVII веке здесь была построена летняя усадьба Эверта Штаальборна. В XVIII веке губернатор Эстляндии Фридрих фон Лёвен (1728—1736) построил на месте старой усадьбы мызу Лёвенру, вокруг которой и был разбит парк В 1798 году в мызе был открыт развлекательный центр. В настоящее время в парке уцелел каменный мост и скульптура льва XIX века, отреставрированная скульптором Тауно Кангро. В парке проложена «тропа знаний» с остановками возле 14-ти достопримечательностей. 14 сентября 2008 года в парке была открыта игровая площадка для всей семьи в стиле средневековья. С 1993 года парк является природоохранным объектом.
- Парк Ряэгу (эст. Räägu park)

Находится на юго-востоке Лиллекюла на пересечении улиц Нымме и Ряэгу. Основан в 1980 году. До этого времени территория современного парка использовалась местными жителями для выращивания овощей. В настоящее время в парке были построены несколько детских площадок и площадка для игры в баскетбол.

## Общественный транспорт

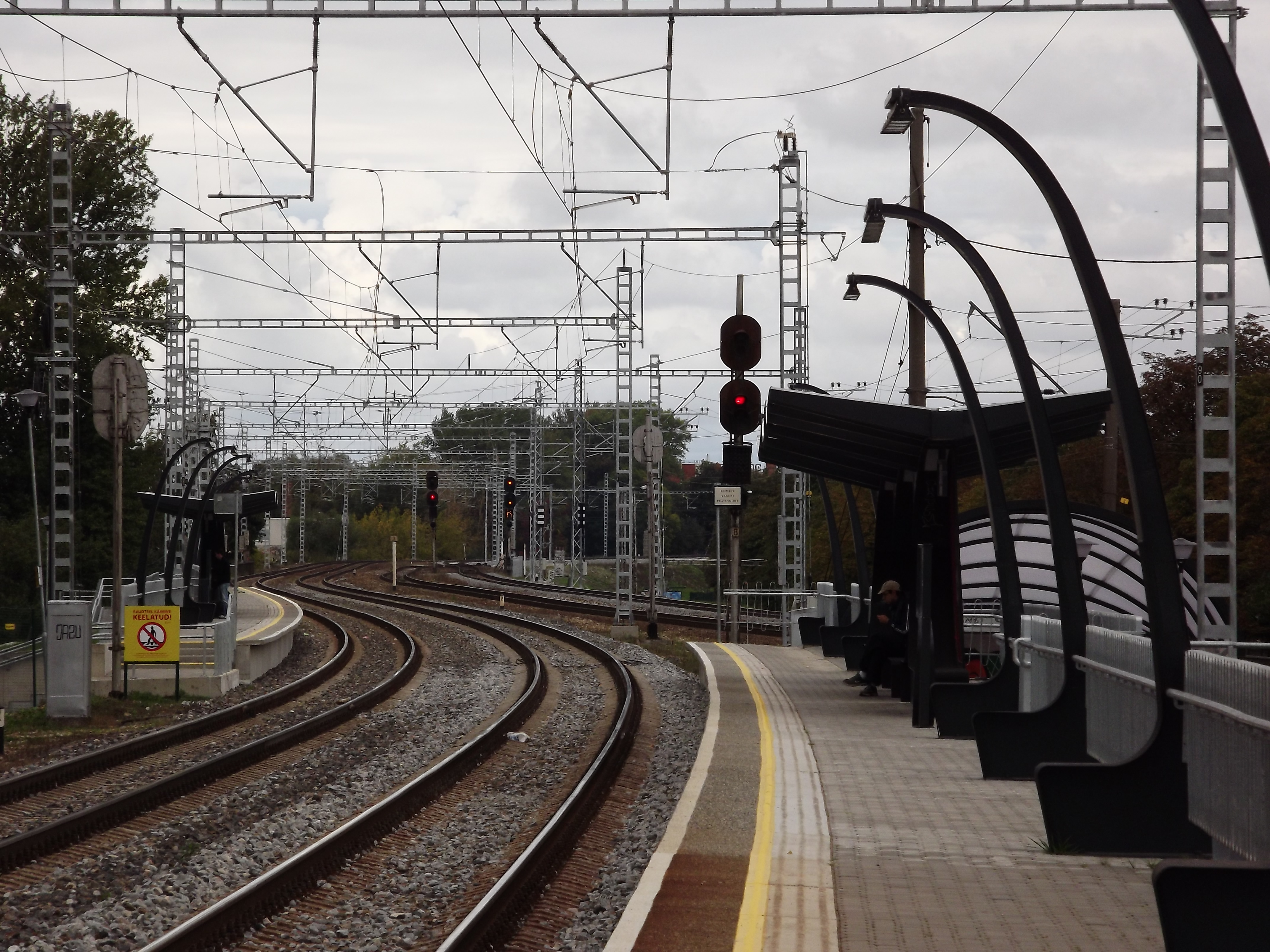
Железнодорожная станция Лиллекюла

Через Лиллекюла проходит железная дорога Таллин — Кейла. В микрорайоне находится железнодорожная станция «Лиллекюла», открытая в 1928 году. До 1998 года функционировало здание железнодорожного вокзала. Здесь останавливаются поезда R11 (Таллин — Пяэскюла), R12 (Таллинн — Кейла, R13 (Таллин — Клоогаранна), R14 (Таллин — Палдиски) и R16 (Таллин — Турба).
По улицам микрорайона проходят городские автобусные и троллейбусные маршруты. Троллейбусные маршруты проложены по Палдискому шоссе (троллейбусы № 1, 5), улицам Эндла (№ 3), Мустамяэ (№ 1, 5) и бульвару Сыпрузе (№№ 3, 4). Автобусы ходят по Палдискому шоссе (автобусы № 8, 21, 21B, 22, 26, 26A, 33, 42), улицам Эндла (№ 16, 23, 24, 32, 35, 42, 67), Мустамяэ (№ 16, 26, 26A, 33), Форелли (№ 9), бульвару Сыпрузе (№ 24, 72), улицам Линну (№ 28), Нымме (№ 67) и Котка (№ 23, 67).

## Галерея

Микрорайон Лиллекюла
Бизнес-здание «Сыпрузе»
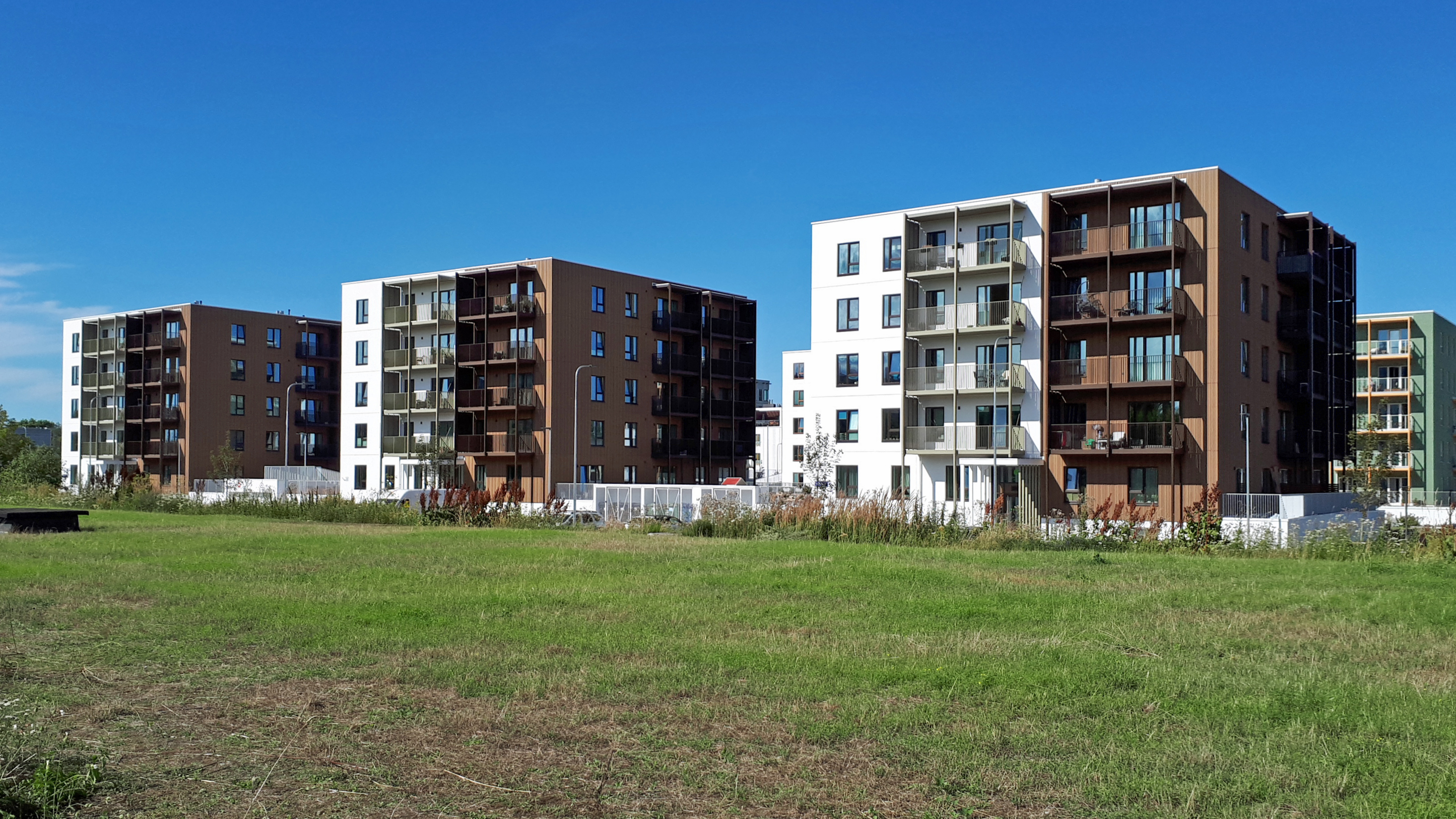
Жилые дома на улице Вихитая, построены в 2022 году
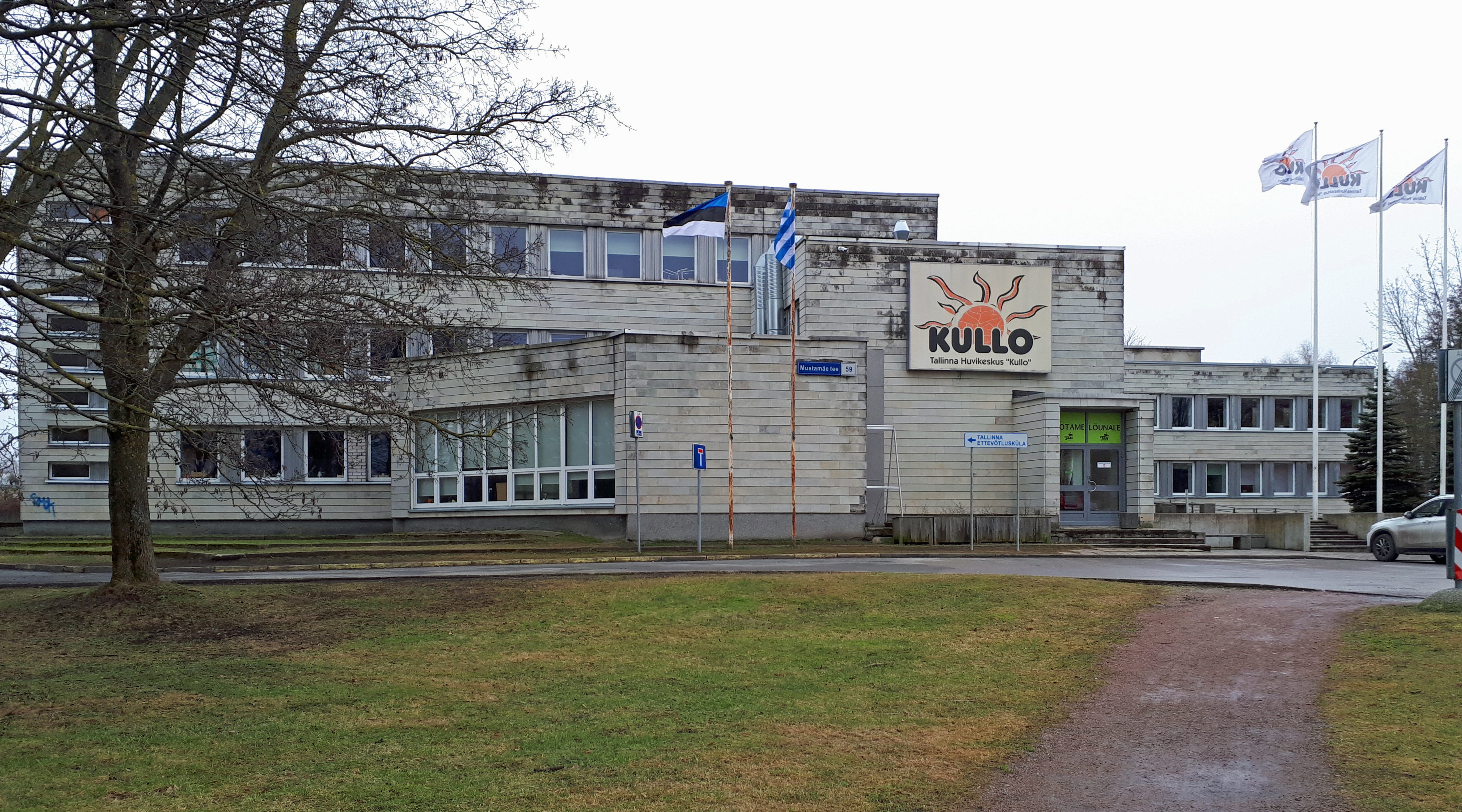
Центр по интересам «Кулло», 2020 год (снесено в 2025 году)
Скульптура льва в парке Лёвенру